# モナコの国旗
モナコの国旗（モナコのこっき）は、上下に赤・白で均等に塗り分けられた二色旗。インドネシアの国旗とデザインは同一だが、縦横の比率が異なる（但し、国際会議などの場では縦横比が2:3に統一される場合が多く、その場合だと全く区別がつかない）。モナコとインドネシアは国旗に関して話し合ったが、両国が遠く離れていることと、両国の国旗が同じくらいの歴史があるということで、両国の国旗はそのままとなった。
赤と白は少なくとも1339年以来グリマルディ家の伝統色だが、国旗に関してはいろいろな変更があった。
元々のモナコの国旗は国章を中央にあしらったもので、現在のデザインが導入されるまで使われていた。現在でも政府旗として国章の旗が使われる。他にも、白地に赤の菱形が並べられたデザインも17世紀以降、非公式な国旗として使われることがあり、現在(2021年)でも様々な機会に使われている。

縦横比2:3
政府用旗
民用旗（別の仕様）

なお、インドネシアの国旗同様デザインが酷似する旗として、ウィーンの旗が挙げられる（ウィーンの旗の方が赤の色がやや明るめ）。

## 歴史的な国旗

?ジェノヴァ共和国の旗